# فرشتگان بی‌بال
مجموعه تلویزیونی فرشتگان بی‌بال به کارگردانی امیرحسین عنایتی با محوریت جهاد و ایثار کادر درمان و پرستاران در دوران کرونا از سه شنبه ۱۹ مرداد ماه ١۴٠٠ همزمان با آغاز ماه محرم روی آنتن شبکه پنج سیما رفت.

## خلاصه داستان
«فرشتگان بی‌بال» روایت داستان زندگی خانواده حاج فتاح معتمد محل است که پسرش نیما یک تعمیرگاه ماشین دارد و دخترش نیره پزشک است. لیلا دوست نیره که او هم پزشک است نامزد نیما است. نیکان پسر یکی از دوستان قدیمی حاج فتاح که سال‌ها در آلمان زندگی کرده، برای فروش خانه پدری‌اش به ایران آمده است که ویروس کرونا باعث می‌شود بازگشتش به تعویق بیفتد و

## بازیگران
| بازیگر            | نقش            |
| ----------------- | -------------- |
| پرویز فلاحی پور   | حاج فتاح کریمی |
| فریبا متخصص       | فاطمه          |
| شهرام عبدلی       | ناصر           |
| آشا محرابی        | نیره           |
| رزیتا غفاری       | الهام          |
| پویا امینی        |                |
| فقیهه سلطانی      |                |
| رحیم نوروزی       | نیما           |
| افشین سنگ چاپ     | بهنام          |
| بهرام ابراهیمی    | محتشم          |
| زهره حمیدی        | کتایون         |
| فرج الله گل سفیدی | خادم           |
| زهره قاسمی        | لیلا           |
| آرش جورکش         | نیکان          |